# Condado doméstico

Condados históricos que rodeiam Londres, dentro das fronteiras de 1889. 1. Buckinghamshire, 2. Hertfordshire, 3. Essex, 4. Berkshire, 5. Middlesex, 6. Surrey, 7. Kent, 8. Sussex e Condado de Londres (yellow). Middlesex já não existe como condado, estando integrado na Grande Londres, a qual cobre uma área muito maior que o histórico Condado de Londres mostrado aqui.

Condados domésticos (em inglês: Home counties é a designação dos condados que rodeiam Londres, Inglaterra. Os condados que habitualmente são considerados são: Berkshire, Buckinghamshire, Essex, Hertfordshire, Kent, Surrey e Sussex (embora Sussex não faça fronteira com Londres).
Outros condados mais distantes de Londres, tais como Bedfordshire, Cambridgeshire, Hampshire e Oxfordshire também são, por vezes, incluídos na lista devido à sua proximidade à capital inglesa e à sua ligação com a economia regional de Londres. A definição exacta da designação não existe e a composição dos condados domésticos continua um tema em debate. 